# Фольке Ярл
Фольке Ярл (швед. Folke jarl; 1164, Уппсала — 17 июля 1210), иногда также Фольке Биргерссон — шведский ярл, правивший сначала при короле Сверкере II, а затем при короле Эрике X. Происходил из Дома Бьельбу. Погиб в битве при Гестрилрене.

## Происхождение
Фольке Ярл был, с большой вероятностью, одним из сыновей ярла Биргера Бросы. Идентификация основана на доказательствах, указанных, в частности, Стэном Карлссоном, и поддержанных Хансом Йиллингстамом.
Критика этого предположения включает в себя то, каким образом Снорри Стурлусон упоминает четырёх сыновей Биргера Бросы: Филипп Ярл, Кнут Ярл, Фольке и Магнус; в саге Фольке Биргерссон не наделён титулом ярла в отличие от двух старших братьев, и странно, что Снорри не был известен первый человек в Швеции после смерти Биргера Бросы, тем более что Фольке Ярл был зятем норвежского короля Харальда Гилли.

## Биография
Источники дают очень скудную информацию о Фольке Биргерссоне. Фольке был ярлом короля Сверкера Карлссона. Сам он был женат на женщине знатного происхождения по имени Ульфхильда, а его сын Суне был женат на дочери короля Хелене Сверкерсдоттер. Фольке был убит в битве при Гестилрене 17 или 18 июля 1210 года.
В Хронике Эрика Фольке упоминается как основатель партии Фолькунгов.

## Дети
- Суне Фолькессон, женат на Хелене Сверкерсдоттер
- Хольмгер Фолькессон (Ама), умер в 1254 году в Кимстаде
- дочь, замужем за Йоханом Энгелом
- дочь замужем за Рёриком Биргерссоном
- Катарина, аббатиса в монастыре Гудхем (возможно, на самом деле это внучка Фольке Катарина Сунесдоттер)